# Transport pour compte d'autrui
Pour le transport de voyageurs, voir transport en commun.
Le transport est dit pour compte d'autrui si le véhicule utilisé pour transporter la charge des marchandises appartenant à des entreprises n'appartient pas au même groupe ; il est dit privé (ou pour compte propre), à condition que les marchandises chargées par le transporteur appartiennent toutes aux entreprises appartenant au même groupe (dans le cadre de la location exclusive avec chauffeur, par exemple), ou si une personne physique ou morale transporte uniquement les marchandises lui appartenant en propre.
Un transporteur routier est une société, privée ou publique, de transport routier de marchandises ou de personnes.

## Définition communautaire du compte propre (LamyTransport tome 1, janvier 2004, § 899)
Donnée à l'annexe II, § 4, de la directive CEE du 23 juillet 1962 modifiée, cette définition régit les transports internationaux pour compte propre entre États membres. En voici la teneur :
« Transports de marchandises par véhicule automobile dans la mesure où les conditions suivantes sont remplies :
a) les marchandises transportées doivent appartenir à l'entreprise ou avoir été vendues, achetées, données ou prises en location, produites, extraites, transformées ou réparées par elle ;
b) le transport doit servir à amener les marchandises vers l'entreprise, à les expédier de cette entreprise, à les déplacer soit à l'intérieur de l'entreprise, soit pour ses propres besoins à l'extérieur de l'entreprise ;
c) les véhicules automobiles utilisés pour ce transport doivent être conduits par le personnel propre de l'entreprise ;
d) les véhicules transportant les marchandises doivent appartenir à l'entreprise ou avoir été achetés par elle à crédit ou être loués à condition que, dans ce dernier cas, ils remplissent les conditions prévues par la directive no 84/647/CEE du Conseil du 19 décembre 1984, relative à l'utilisation de véhicules loués sans chauffeur dans le transport de marchandises par route.
Cette disposition n'est pas applicable en cas d'utilisation d'un véhicule de rechange pendant une panne de courte durée du véhicule normalement utilisé ;
e) le transport ne doit constituer qu'une activité accessoire dans le cadre de l'ensemble des activités de l'entreprise. »
On constate que la réglementation communautaire exclut l'utilisation de véhicules en location avec chauffeur (§ d) et même le recours à des chauffeurs extérieurs à l'entreprise, par exemple à des intérimaires (§ c).
À l'échelon communautaire, les transports privés effectués au moyen de véhicules en location avec chauffeur sont donc assimilés à des transports publics, de sorte que la définition ci-dessus ne peut constituer une référence valable en régime intérieur français.

## Définition nationale du transport pour propre compte (Lamy Transport Tome 1, janvier 2004, § 898)
La loi d'orientation des transports intérieurs, dite LOTI, couvre les transports pour propre compte comme les transports publics, et dispose (L. no 82-1153, 30 déc. 1982, art. 5) :
« Sont considérés comme des transports publics tous les transports de personnes ou de marchandises, à l'exception des transports qu'organisent pour leur propre compte des personnes publiques ou privées. »
Ainsi, après avoir posé en principe que tout ce qui n'est pas strictement compte propre est public, puis évoqué d'une façon générale « la réglementation des activités de transport », la LOTI n'envisage plus, par la suite, de réglementation effective que pour le transport public et la location de véhicule.
De lui-même, pas plus que le décret no 86-567 du 14 mars 1986, celui du 30 août 1999 (D. no 99-752, 30 août 1999, JO 2 sept.) ne comporte de définition des transports pour propre compte.
Néanmoins, il est désormais possible de s'appuyer sur la récente définition donnée par la circulaire ministérielle du 10 mars 2000 (Circ. min. no 2000-17, BO MELT, no 6, p. 75) et selon laquelle :
« Le transport en compte propre est établi lorsque la marchandise est la propriété de l'entreprise ou a été vendue, achetée, louée, produite, extraite, transformée ou réparée par elle et est transportée par cette entreprise pour ses besoins propres à l'aide de ses propres véhicules et conducteurs ou de véhicules pris en location avec ou sans conducteur ; le transport doit rester une activité accessoire de l'entreprise. »

Cette définition est relativement proche de celle donnée en son temps par l'article 23-1° du décret no 49-1473 du 14 novembre 1949 modifié. Aux termes de ce texte, un transport pour propre compte devait, pour mériter ce qualificatif, satisfaire à trois conditions principales, relatives au véhicule utilisé, à la marchandise transportée et à l'activité d'ensemble de l'entreprise (voir   no 1911  Jur. 1).
Ce sont ces trois conditions que reprend aujourd'hui la circulaire précitée, tout en s'inspirant également, et ce très largement, de la définition donnée par la directive CEE modifiée du 23 juillet 1962   (voir no 818) .
- Condition relative au véhicule - Celui-ci doit appartenir à l'entreprise ou avoir été pris en location régulière, c'est-à-dire auprès d'un loueur administrativement habilité à exercer cette activité.
- Condition relative à la marchandise - Dans ce véhicule lui appartenant ou pris en location régulière, l'entreprise ne peut transporter que des marchandises sur lesquelles elle est à même de justifier d'une des huit qualités suivantes : propriétaire, vendeur, producteur, acheteur, locataire, transformateur, réparateur, extracteur. Il a été jugé, à ce propos, que ne saurait raisonnablement être considérée comme une « transformation », l'opération consistant pour une entreprise à mettre en place et à niveler sur chantier du gravier préalablement transporté par ses soins (voir   no 1911  Jur. 2).
- Activité accessoire de l'entreprise - Enfin, troisième condition, allant de soi, le transport doit rester une activité accessoire de l'entreprise.

Observations
La circulaire du 10 mars 2000 ajoute « les transports qui entrent dans cette catégorie (NDLR : les transports pour compte propre) (...) s'effectuent sans licence communautaire ni licence de transport intérieur » (Circ. min. no 2000-17, 10 mars 2000, BO MELT, no 6, p. 75).